# Elwira Worzała
Elwira Worzała (ur. 26 października 1963 w Strzepczu) – polska autorka książek i artykułów, promotorka artystów, kuratorka wystaw, doradca metodyczny, edukatorka, poetka.

## Życiorys
W 1982 r. zdała maturę w Liceum Ogólnokształcącym im. Króla Jana III Sobieskiego w Wejherowie oraz ukończyła Państwową Szkołę Muzyczną I stopnia im. Fryderyka Chopina w Wejherowie w klasie fortepianu. W latach 1982–1986 studiowała na Wydziale Wychowania Muzycznego w Akademii Muzycznej im. Stanisława Moniuszki w Gdańsku. Tytuł magistra uzyskała w 1989 r. w Pomorskiej Akademii Pedagogicznej w Słupsku – obecnie Akademia Pomorska. W 2001 r. ukończyła studia podyplomowe „Sztuka”, w 2002 r. studia podyplomowe „Bibliotekoznawstwo i Informacja Naukowa” w Akademii Pomorskiej w Słupsku. W 2007 r. ukończyła kurs kwalifikacyjny dla kadry oświatowej w zakresie zarządzania. Założycielka i dyrektor Prywatnej Szkoły Muzycznej I stopnia w Rumi.
Pomysłodawczyni wielu konkursów i projektów edukacyjnych skierowanych do dzieci i młodzieży szkolnej m.in. Pomorskiego Konkursu Poetyckiego skierowanego do uczniów wszystkich poziomów i typów szkół województwa pomorskiego. Inicjatorka, koordynatorka, także organizatorka konkursów artystycznych m.in. wieloletniego projektu edukacyjnego dla uczniów szkół ponadgimnazjalnych „Gdynia moje miasto – okno na świat”. W 2014 r. zorganizowała XIV Ogólnopolskie Forum Towarzystwa Nauczycieli Bibliotekarzy Szkół Polskich pod hasłem „Biblioteki szkolne tradycją i przyszłością kultury narodowej”.
W 2010 r. wydała pierwszą swoją książkę pt. Stanisław Olesiejuk, promując twórczość artystyczną malarza, przyczyniając się w ten sposób do znacznego wzrostu popularności rysownika. W 2011 r. wydała album Perły Gdyni, dbając o przekaz treści w językach: angielskim, francuskim, chińskim. W 2011 r. wydała książkę poświęconą 80–leciu działalności harcerstwa na terenach Rumi pt. Związek Harcerstwa Polskiego w Rumi. W 2012 r. drukiem ukazał się album Treny. Interpretacje Artystyczne, przedstawiający „Treny” Jana Kochanowskiego z interpretacją rysunkową S. Olesiejuka oraz album promujący jedną z najstarszych firm spedycyjnych w Polsce. W 2014 r. wydała monografię poświęconą malarstwu Mieczysławy Piaseckiej. W 2015 r. wydała swój pierwszy tomik poezji Iluminacje poetyckie. Współpracuje z drukarnią i Wydawnictwem „Bernardinum” Sp. z o. o. w Pelplinie.

## Życie prywatne
W 1984 r. poślubiła ekonomistę Andrzeja Worzałę. Jest matką dwójki dzieci: Wiktorii i Karola.

## Promocja książek
Autorka promuje swoje ksiązki podczas wernisaży i spotkań autorskich, które odbywają się m.in. w: Oddziale Sztuki Nowoczesnej Muzeum Narodowego w Pałacu Opatów w Gdańsku, Muzeum Miasta Gdyni, Związku Polskich Artystów Plastyków w Gdańsku, Gdańskim Towarzystwie Przyjaciół Sztuki, Pedagogicznej Bibliotece Wojewódzkiej w Gdańsku, Towarzystwie Przyjaźni Polsko-Francuskiej w Gdyni, a także uczelniach i szkołach oraz instytucjach oświatowo-kulturalnych.

## Nagrody wyróżnienia
1992, 2002, 2003, 2004, 2015 - nagrody w dziedzinie edukacji;
1993, 1999, 2002, 2004, 2008 - wyróżniająca ocena pracy dydaktyczno-wychowawczej;
1995 Nagroda Burmistrza Miasta Rumi za wybitne osiągnięcia i zasługi w dziedzinie kultury na rzecz miasta;
2011 XII Kościerskie Targi Książki „Costerina 2011” – Perły Gdyni autorstwa Elwiry Worzały - główna nagroda za edycję dla Wydawnictwa Bernadinum;
2013 XIV Kościerskie Targi Książki „Costerina 2013” – Treny. Interpretacje Artystyczne autorstwa Elwiry Worzały - wyróżnienie za edycję dla Wydawnictwa Bernardinum; 
2014 Związek Harcerstwa Polskiego w Rumi - nominacja do nagrody„Literacki Gryf 2013”

## Przynależność członkowska
- Towarzystwo Przyjaźni Polsko-Francuskiej.
- Towarzystwo Nauczycieli Bibliotekarzy Szkół Polskich – oddział Gdynia – prezes.
- Towarzystwo Miłośników Gdyni.
- Stowarzyszenie Absolwentów Liceum Ogólnokształcącego im. Króla Jana III Sobieskiego w Wejherowie.

- Encyklopedia Gdyni, red. M. Sokołowska, Verbi Causa, Gdynia 2009, ISBN 978-83-60494-26-6, s. 211
- Encyklopedia Who is who w Polsce. Encyklopedia biograficzna z życiorysami znanych Polek i Polaków, Schweiz 2012, s. 2554
- Rocznik Gdyński Nr 22, TMG, Gdynia 2010, ISSN 0137-4044, s. 215
- Rocznik Gdyński Nr 23, TMG, Gdynia 2011, ISSN 0137-4044, s. 239
- Rocznik Gdyński Nr 24, TMG, Gdynia 2012, ISSN 0137-4044, s. 224
- Rocznik Gdyński Nr 26, TMG, Gdynia 2014, ISSN 0137-4044, s. 202
- Rocznik Gdyński Nr27, TMG, Gdynia 2015, ISSN 0137-4044, s. 190